# بوب ساندرز (مدرب رياضي)
بوب ساندرز (بالإنجليزية: Bob Sanders)‏ هو مدرب رياضي أمريكي، ولد في 5 ديسمبر 1953 في جاكسونفيل في الولايات المتحدة.